# Roland Schwarz (Ringer)
Roland Schwarz (* 14. August 1996 in Moskau) ist ein deutscher Ringer im griechisch-römischen Stil. Er gewann 2019 bei den Europameisterschaften die Silbermedaille und 2021 bei den Weltmeisterschaften die Bronzemedaille, jeweils in der Gewichtsklasse bis 77 kg.

## Leben
Roland Schwarz ist Sohn des viermaligen Weltmeisters und olympischen Silbermedaillengewinners Islam Dugutschijew. Mit dem Ringen begann er im Alter von 7 Jahren beim 1. AC Bayreuth. Im Jugendalter wechselte er zum ASC Bindlach. Hier wurde er von seinem noch aktuellen persönlichen Trainer Matthias Fornoff trainiert.
Er ist Sportsoldat in der Sportfördergruppe der Bundeswehr.

## Nationalmannschaft
Bei Einzelmeisterschaften errang er im Jahr 2013 in der A-Jugend seinen ersten deutschen Meistertitel. Daraufhin wurde er in die Jugendnationalmannschaft aufgenommen. Er nahm in diesem Jahr sowohl an der U18-Europa- als auch an der -Weltmeisterschaft teil.
Im Jahr 2016 wiederholte er diesen Titel bei den Junioren, erreichte den 5. Platz bei der U21-Europameisterschaft und nahm an der Junioren-Weltmeisterschaft teil.
Seinen Sprung in die Männernationalmannschaft schaffte er mit dem Sieg bei den Thor Masters 2018 in der Gewichtsklasse bis 82 kg, womit er sich für Europameisterschaften in Russland qualifizierte. Nach zwei Siegen über Dmitri Arabadschy, Ukraine, und Alexander Jersgren, Schweden, sowie zwei Niederlagen gegen Viktor Sasunovski, Belarus, und Rafiq Hüseynov, Aserbaidschan, belegte er dort den 5. Platz. Im selben Jahr errang er den 5. Platz bei der Militärweltmeisterschaft sowie den 3. Platz beim Grand Prix von Deutschland, womit er sich für die Weltmeisterschaften in Budapest qualifizierte. Bei diesen belegte er den 7. Platz nach Siegen über Viorel Burduja aus Moldawien und Yuya Maeta aus Japan und einer Niederlage gegen den Kirgisen Atabek Asisbekow.
Im Jahr 2019 wiederholte er den Sieg bei den Thor Masters, dieses Mal aber in der neuen olympischen Gewichtsklasse bis 77 kg und qualifizierte sich somit erneut für die Europameisterschaften, die in Bukarest ausgetragen wurden. Bei diesen belegte er den 2. Platz. Nach vier Siegen musste er sich nur Roman Wlassow aus Russland geschlagen geben.
Durch die Corona-Pandemie, wurden sämtliche Wettkämpfe im Jahr 2020 abgesagt. Lediglich der individuelle World Cup fand als Ersatz für die Weltmeisterschaften statt. Bei diesem belegte Schwarz in der Gewichtsklasse bis 82 kg nach einem Sieg gegen Puerto Rico, den amtierenden Vize-Europameister Daniel Aleksandrov aus Bulgarien und den Tschechen Oldrich Varga sowie einer Niederlage gegen Salih Aydin den 3. Platz.
Nachdem Roland Schwarz Anfang 2021 wegen eines Bandscheibenvorfalls operiert werden musste, konnte er sich bis zur zweiten Olympiaqualifikation wieder zurück kämpfen und sich im internen Duell durchsetzen. Jedoch konnte er aufgrund einer Corona-Infektion, die er nur wenige Tage vor dem Wettkampf bekam, nicht am Wettkampf antreten. Somit verpasste Schwarz in diesem Jahr die Olympiateilnahme.
Im Oktober desselben Jahres setzte sich Schwarz bei den Weltmeisterschaften in Oslo in der Gewichtsklasse bis 77 kg gegen Noh Yeong-hun aus Korea und Alexandrin Guțu aus Moldawien durch, ehe er im Viertelfinale Sənan Süleymanov unterlag. In der Hoffnungsrunde konnte er dann den Kirgisen Kairatbek Tugolbaev und Tsimur Berdyieu aus Belarus besiegen und sicherte sich mit dem dritten Platz Bronze und damit seine erste WM-Medaille.
Im April 2023 gewann Schwarz bei den Europameisterschaften in Zagreb die Bronzemedaille in der Gewichtsklasse bis 82 kg. Nach Siegen über Michael Wagner (Österreich), Rossian Dermanski (Bulgarien) und einer Niederlage gegen Burhan Akbudak (Türkei), kam er nach einem Sieg in der Hoffnungsrunde über Branko Kovačević (Serbien) ins kleine Finale um die Bronzemedaille. In diesem besiegte er Rafiq Hüseynov aus Aserbaidschan und wurde Dritter.

## Bundesliga
Sein Debüt in der zweiten Bundesliga gab er 2013 mit ASC Bindlach gegen den ASV Hüttigweiler in der Gewichtsklasse bis 86 kg. 2014 startete er ebenso in für den ASC Bindlach in der zweiten Bundesliga Mitte. Im darauffolgenden Jahr wechselte er zum Erstligisten ASV Mainz 1888, wo er in der Gewichtsklasse bis 75 kg startete. 2016 wechselte er sich in den Gewichtsklassen 75 kg und 86 kg ab. 2017 startete er beim Neuaufsteiger SV Johannis Nürnberg in den Gewichtsklassen 80 kg und 86 kg. Im Folgejahr wechselte er zum TuS Adelhausen für die Gewichtsklasse bis 80 kg.
2019 folgte der Wechsel zum amtierenden Mannschaftsmeister SV Wacker Burghausen, für den er in der Gewichtsklasse bis 86 kg antritt.

## Deutsche Meisterschaften
| Jahr | Altersklasse | Gewichtsklasse | Platzierung |
| ---- | ------------ | -------------- | ----------- |
| 2012 | A-Jugend     | bis 69 kg      | 3. Platz    |
| 2013 | A-Jugend     | bis 76 kg      | 1. Platz    |
| 2014 | Junioren     | bis 86 kg      | 8. Platz    |
| 2015 | Junioren     | bis 74 kg      | 3. Platz    |
| 2016 | Junioren     | bis 74 kg      | 1. Platz    |
| 2017 | Senioren     | bis 80 kg      | 3. Platz    |
| 2018 | Senioren     | bis 82 kg      | 3. Platz    |
| 2022 | Senioren     | bis 82 kg      | 3. Platz    |

alle Turnierteilnahmen im griechisch-römischen Stil

## Internationale Wettkämpfe
| Jahr | Wettbewerb                      | Altersklasse | Gewichtsklasse | Platz |
| ---- | ------------------------------- | ------------ | -------------- | ----- |
| 2012 | Europameisterschaft             | Kadetten     | bis 76 kg      | 16.   |
| 2013 | Weltmeisterschaft               | Kadetten     | bis 76 kg      | 20.   |
| 2016 | Internationaler Brandenburg Cup | Junioren     | bis 74 kg      | 1.    |
| 2016 | Europameisterschaft             | Junioren     | bis 74 kg      | 5.    |
| 2016 | Weltmeisterschaft               | Junioren     | bis 74 kg      | 27.   |
| 2018 | Thor Masters                    | Senioren     | bis 82 kg      | 1.    |
| 2018 | Europameisterschaft             | Senioren     | bis 82 kg      | 5.    |
| 2018 | Ringer-Militärweltmeisterschaft | Senioren     | bis 82 kg      | 5.    |
| 2018 | Weltmeisterschaft               | Senioren     | bis 82 kg      | 7.    |
| 2019 | Thor Masters                    | Senioren     | bis 77 kg      | 1.    |
| 2019 | Europameisterschaft             | Senioren     | bis 77 kg      | 2.    |
| 2019 | Weltmeisterschaft               | Senioren     | bis 77 kg      | 22.   |
| 2020 | Welt-Cup                        | Senioren     | bis 82 kg      | 3.    |
| 2021 | Thor Masters                    | Senioren     | bis 77 kg      | 4.    |
| 2021 | Weltmeisterschaft               | Senioren     | bis 77 kg      | 3.    |
| 2022 | Weltmeisterschaft               | Senioren     | bis 82 kg      | 8.    |
| 2023 | Thor Masters                    | Senioren     | bis 82 kg      | 2.    |
| 2023 | Europameisterschaft             | Senioren     | bis 82 kg      | 3.    |

alle Turnierteilnahmen im griechisch-römischen Stil